# Modelo solar estándar
El Modelo Solar Estándar es el marco teórico más sencillo para la descripción del interior de una estrella como el Sol. Asume una estrella compuesta por gas, bajo simetría esférica, que no toma en cuenta su campo magnético ni su rotación.
Para entender el interior del Sol, el modelo estándar está basado en el estudio de un cascarón esférico delgado, de grosor {\displaystyle dr}, ubicado a un radio {\displaystyle r} arbitrario dentro del Sol y que contiene una masa {\displaystyle dM}. La suma de las fuerzas que actúan sobre este cascarón es igual a cero, por lo tanto no presenta aceleración neta. 
Este modelo es descrito por cuatro ecuaciones diferenciales de primer orden derivadas de principios básicos, que describen las variaciones de la masa, la presión, la temperatura y la luminosidad que pasa a través del cascarón, en función de la distancia radial.

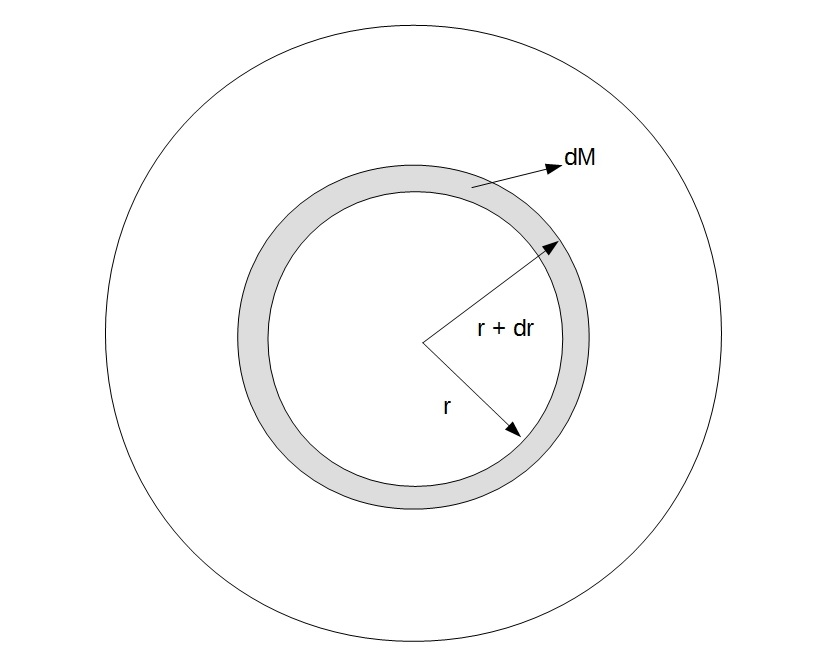
Esquema de un cascarón esférico delgado de pruebas, con un radio dr y masa dM, dentro de una estrella.

- Equilibrio hidrostático.

{\displaystyle {\dfrac {\partial P(r)}{\partial r}}=-{\dfrac {GM}{r^{2}}}\rho (r)}

- Ecuación de continuidad.

{\displaystyle {\dfrac {\partial M(r)}{\partial r}}=4\pi r^{2}\rho (r)}

- Ecuación de luminosidad.

{\displaystyle {\frac {\partial L(r)}{\partial r}}=4\pi r^{2}\rho (r)\epsilon }

- Transporte de energía.

{\displaystyle {\frac {\partial T(r)}{\partial r}}=-{\dfrac {T(r)}{P(r)}}{\dfrac {GM(r)}{r^{2}}}\rho (r)\nabla }

En estas ecuaciones {\displaystyle r} es la distancia radial medida desde el centro del Sol. {\displaystyle P(r)}, {\displaystyle \rho (r)} y {\displaystyle T(r)}, son la presión, la densidad y la temperatura, respectivamente, medidas a la distancia {\displaystyle r}. {\displaystyle M(r)} es la masa contenida dentro de la esfera de radio {\displaystyle r}, y {\displaystyle L(r)} es la energía sobre unidad de tiempo que incide en la superficie de dicha esfera. {\displaystyle \epsilon } es la energía sobre unidad de tiempo sobre unidad de masa, producto de las reacciones nucleares presentes dentro de la estrella, que depende de la densidad, la temperatura y la distribución de los elementos químicos presentes, y {\displaystyle \kappa } es la opacidad del medio.  El gradiente de temperatura {\displaystyle \nabla ={\dfrac {\partial \ln T(r)}{\partial \ln P(r)}}} depende del mecanismo de transmisión de la energía. Si ésta es transportada por medio de radiación o conducción, {\displaystyle \nabla ={\dfrac {3}{64\pi G\sigma }}{\dfrac {\kappa (r)L(r)P(r)}{M(r)T^{4}(r)}}}, donde {\displaystyle G} es la constante de gravitación universal de Newton, y {\displaystyle \sigma } es la constante de Stefan-Boltzmann. Si la energía en cambio, se transporta mediante celdas convectivas, {\displaystyle \nabla ={\dfrac {\gamma -1}{\gamma }}}
, donde {\displaystyle \gamma } es el exponente adiabático. 

## Equilibrio hidrostático
Por definición, el cascarón tiene una masa {\displaystyle dM}, y la densidad local de la estrella, en la posición del cascarón es {\displaystyle \rho }, entonces se tiene que la masa por unidad de área de este cascarón es {\displaystyle \rho {\textit {dr}}} y su peso por unidad de área es {\displaystyle -g\rho {\textit {dr}}}. El peso es la fuerza gravitatoria que actúa sobre el cascarón, en dirección al centro de la estrella, por ello el signo negativo. 
Para contrarrestar esta fuerza gravitatoria, el cascarón experimenta una fuerza neta, debida a la presión de las partículas de gas que se encuentran por debajo de este, del mismo valor absoluto, pero actuando hacia afuera del Sol. Esto es, la presión {\displaystyle P_{i}} que empuja hacia arriba la cara interna del cascarón es mayor que la presión {\displaystyle P_{e}} que actúa hacia dentro, sobre la cara externa. Entonces, la diferencia de presiones {\displaystyle P_{i}-P_{e}} es positiva. Esta diferencia es proporcional a la derivada parcial de la presión con respecto a la distancia radial, multiplicada por el grosor del cascarón. De esta forma, la fuerza neta por unidad de área, que actúa sobre el cascarón, debido a una diferencia de presión medida en sus dos bordes, queda definida de la siguiente manera:

{\displaystyle P_{i}-P_{e}=-{\dfrac {\partial P}{\partial r}}dr}

Observe que el miembro derecho de esta ecuación es en realidad positivo, ya que conforme aumenta {\displaystyle {\textit {r}}}, la presión {\displaystyle {\textit {P}}} disminuye, de ahí el signo negativo. Si el cascarón se encuentra en un estado de equilibrio, la suma de todas las fuerzas que actúan sobre este, es igual a cero. En este caso, el peso del cascarón y la fuerza debida a la diferencia de presiones: 

{\displaystyle ({\dfrac {\partial P}{\partial r}}+g\rho )dr=0}

y sustituyendo {\displaystyle g=GM/r^{2}} en la ecuación anterior, se obtiene una relación de equilibrio hidrostático. 

{\displaystyle {\dfrac {\partial P}{\partial r}}=-{\dfrac {GM}{r^{2}}}\rho }

## Ecuación de continuidad
Dentro de la estrella, considere que la frontera interna del cascarón delgado, que constituye una esfera de radio {\displaystyle r}, encierra una cantidad de materia {\displaystyle M_{r}}, y que su frontera externa situada a una distancia {\displaystyle r+dr} del centro, contiene una masa {\displaystyle M_{r}+dM}. La cantidad de masa dentro de un cascarón, {\displaystyle dM}, puede ser calculada en términos de la definición habitual de densidad, masa sobre volumen, y de la simetría esférica asumida:

{\displaystyle (M_{r}+dM)-M_{r}=dM=4\pi r^{2}\rho [(r+dr)-r]=4\pi r^{2}\rho \ dr}

, 
donde {\displaystyle \rho } es la densidad local del gas, dentro del cascarón. A partir de la expresión anterior es posible construir una relación entre la masa del cascarón y su grosor dada por:

{\displaystyle {\dfrac {\partial M}{\partial r}}=4\pi r^{2}\rho }

## Ecuación de luminosidad
Se define la función {\displaystyle L(r)}, que describe la energía neta por segundo que se mueve a través de una esfera de radio {\displaystyle r}. Suponga que una determinada cantidad de energía incide en la superficie interna del cascarón, {\displaystyle L}, y otra cantidad distinta que sale desde la superficie externa del cascarón, {\displaystyle L+dL} .
El cambio en la luminosidad {\displaystyle dL} , puede deberse a reacciones nucleares, un enfriamiento, o una compresión/expansión del cascarón (un trabajo mecánico ejercido en este).
Si se considera un caso estacionario, en el que la luminosidad puede cambiar, únicamente, porque se generó energía por medio de reacciones nucleares, entonces el cambio {\displaystyle dL} , es proporcional a la energía {\displaystyle \epsilon } sobre unidad de tiempo y sobre unidad de masa, liberada por dichas reacciones,

{\displaystyle dL=\epsilon (4\pi r^{2}\rho dr)}

de donde se obtiene, la razón de cambio de la luminosidad con respecto a la distancia radial:

{\displaystyle {\frac {\partial L}{\partial r}}=4\pi r^{2}\rho \epsilon }

## Gradiente de temperatura
En las estrellas, existen determinadas regiones, en las que la energía, es transportada eficientemente mediante fotones. En el Sol, existe una región de este tipo, ubicada por encima del núcleo, y que se extiende hasta los 0.713 radios solares. Dentro de los modelos estelares, el transporte de energía mediante radiación, es posible debido a la existencia de anisotropías en el campo de radiación, que dan pie a gradientes de temperatura (esto es, variaciones de la temperatura con la distancia radial). Dicho transporte, se lleva a cabo mediante un proceso difusivo (es este caso, de fotones), descrito mediante una ley de Fick. Esta ley, relaciona el flujo de partículas difusivas, con el gradiente de densidad provocado por este último, relacionas por una constante, la constante de difusión. 
Al aplicar la ley de Fick para el caso de fotones que son difundidos a través de un medio, y considerando que presentan una densidad de energía dada por la relación {\displaystyle U={\dfrac {4\sigma }{c}}T^{4}}, se obtiene la ecuación de transporte de energía por radiación, en términos de un gradiente de temperatura.

{\displaystyle {\frac {\partial T}{\partial r}}=-{\dfrac {3\kappa l\rho }{16\pi acr^{2}T^{3}}}}

La ecuación anterior también puede obtenerse, resolviendo la ecuación de transferencia radiativa, asumiendo que el cociente del coeficiente de emisión y de absorción del medio, es igual a la función de Planck, {\displaystyle B_{\nu }(T)}. 